# كالباري
كالباري هي بلدة، في أستراليا، تقع في أستراليا الغربية، بلغ عدد سكانها 1,557  نسمة وذلك حسب إحصائيات سنة 2016، رمزها البريدي هو 6536.

## المناخ
يظهر الجدول التالي التغييرات المناخية على مدار السنة لكالباري:
| البيانات المناخية لـكالباري       | البيانات المناخية لـكالباري | البيانات المناخية لـكالباري | البيانات المناخية لـكالباري | البيانات المناخية لـكالباري | البيانات المناخية لـكالباري | البيانات المناخية لـكالباري | البيانات المناخية لـكالباري | البيانات المناخية لـكالباري | البيانات المناخية لـكالباري | البيانات المناخية لـكالباري | البيانات المناخية لـكالباري | البيانات المناخية لـكالباري | البيانات المناخية لـكالباري |
| الشهر                             | يناير                       | فبراير                      | مارس                        | أبريل                       | مايو                        | يونيو                       | يوليو                       | أغسطس                       | سبتمبر                      | أكتوبر                      | نوفمبر                      | ديسمبر                      | المعدل السنوي               |
| --------------------------------- | --------------------------- | --------------------------- | --------------------------- | --------------------------- | --------------------------- | --------------------------- | --------------------------- | --------------------------- | --------------------------- | --------------------------- | --------------------------- | --------------------------- | --------------------------- |
| الدرجة القصوى °م (°ف)             | 46.4 (115.5)                | 46.3 (115.3)                | 47.2 (117.0)                | 39.5 (103.1)                | 36.2 (97.2)                 | 30.9 (87.6)                 | 30.5 (86.9)                 | 32.9 (91.2)                 | 37.0 (98.6)                 | 41.2 (106.2)                | 42.4 (108.3)                | 44.0 (111.2)                | 47.2 (117.0)                |
| متوسط درجة الحرارة الكبرى °م (°ف) | 33.2 (91.8)                 | 34.2 (93.6)                 | 32.6 (90.7)                 | 29.5 (85.1)                 | 26.0 (78.8)                 | 23.0 (73.4)                 | 21.8 (71.2)                 | 22.5 (72.5)                 | 24.0 (75.2)                 | 26.3 (79.3)                 | 28.3 (82.9)                 | 31.2 (88.2)                 | 27.7 (81.9)                 |
| متوسط درجة الحرارة الصغرى °م (°ف) | 19.6 (67.3)                 | 20.7 (69.3)                 | 19.2 (66.6)                 | 16.3 (61.3)                 | 13.2 (55.8)                 | 11.0 (51.8)                 | 9.7 (49.5)                  | 9.9 (49.8)                  | 10.8 (51.4)                 | 12.7 (54.9)                 | 15.0 (59.0)                 | 17.5 (63.5)                 | 14.6 (58.3)                 |
| أدنى درجة حرارة °م (°ف)           | 10.9 (51.6)                 | 11.9 (53.4)                 | 10.0 (50.0)                 | 3.6 (38.5)                  | 3.7 (38.7)                  | 1.1 (34.0)                  | −1.3 (29.7)                 | −0.4 (31.3)                 | 1.9 (35.4)                  | 4.1 (39.4)                  | 6.7 (44.1)                  | 8.1 (46.6)                  | −1.3 (29.7)                 |
| الهطول مم (إنش)                   | 5.5 (0.22)                  | 7.9 (0.31)                  | 12.6 (0.50)                 | 19.3 (0.76)                 | 54.3 (2.14)                 | 77.1 (3.04)                 | 70.5 (2.78)                 | 47.7 (1.88)                 | 23.9 (0.94)                 | 13.8 (0.54)                 | 6.8 (0.27)                  | 3.8 (0.15)                  | 343.6 (13.53)               |
| المصدر:                           |                             |                             |                             |                             |                             |                             |                             |                             |                             |                             |                             |                             |                             |